# 동조자 (드라마)
《동조자》(영어: The Sympathizer)는 HBO에서 2024년 4윌부터 5월까지 방영된 미국의 역사, 블랙 코미디 드라마이다. 박찬욱이 기획과 에피소드 연출을 맡았다.